# Stygobromus hayi
Stygobromus hayi là một loài giáp xác trong họ Crangonyctidae. Chúng là loài đặc hữu của Hoa Kỳ.